# Galong
Galong är en ort i Australien. Den ligger i kommunen Harden och delstaten New South Wales, i den sydöstra delen av landet, omkring 260 kilometer väster om delstatshuvudstaden Sydney. Antalet invånare är 123.
Runt Galong är det mycket glesbefolkat, med 3 invånare per kvadratkilometer.. Närmaste större samhälle är Binalong, omkring 11 kilometer sydost om Galong.
Trakten runt Galong består till största delen av jordbruksmark. Genomsnittlig årsnederbörd är 921 millimeter. Den regnigaste månaden är februari, med i genomsnitt 170 mm nederbörd, och den torraste är oktober, med 41 mm nederbörd.